# Mittelrheingebiet

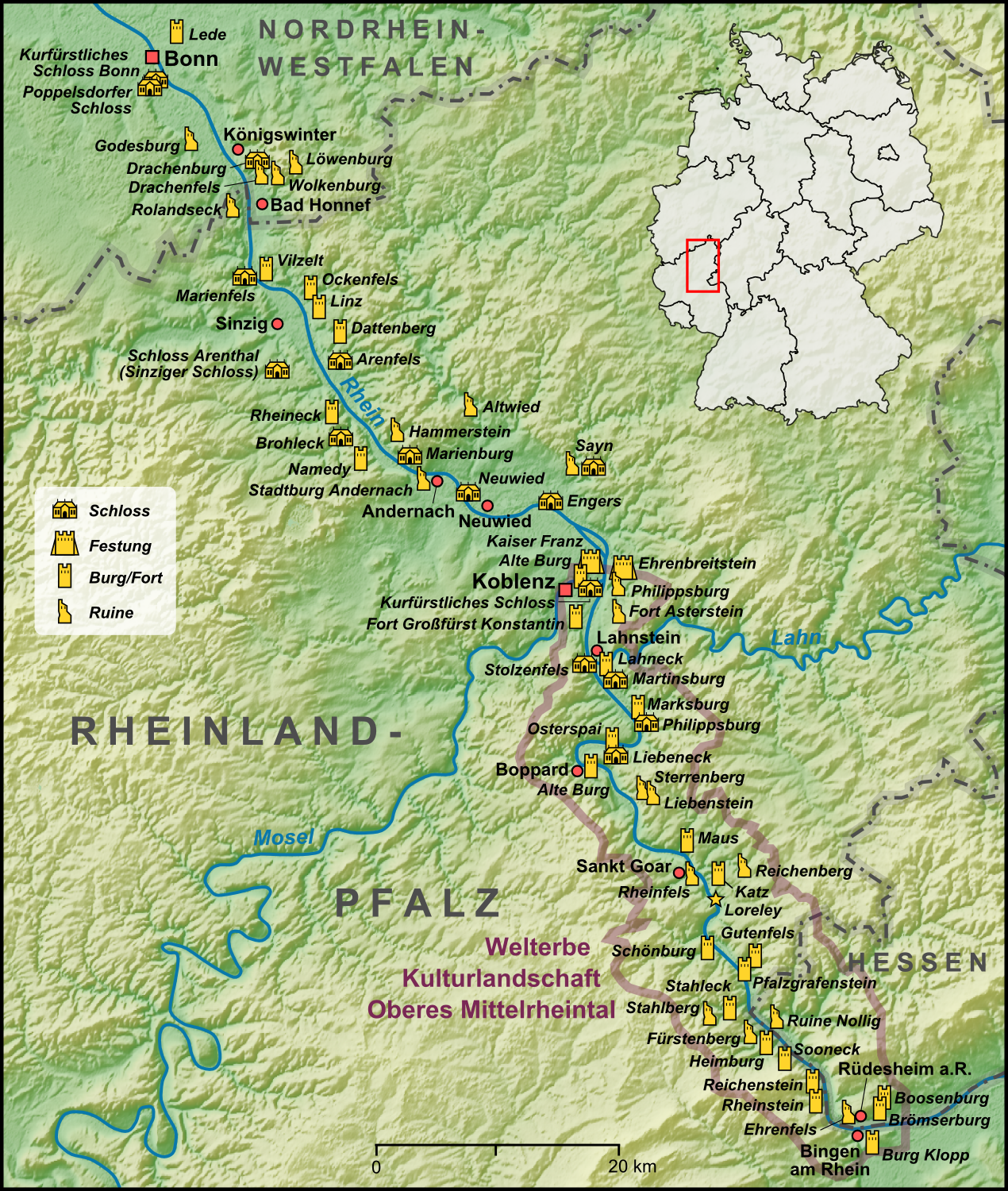
Karte des Mittelrheins

Das Mittelrheingebiet ist eine naturräumliche Haupteinheitengruppe im Rheinischen Schiefergebirge und damit auch der Mittelgebirgsschwelle. Es liegt größtenteils in Rheinland-Pfalz, der äußerste Norden in Nordrhein-Westfalen und der äußerste Südosten in Hessen.
Neben dem Mittelrheintal, das sich von Bingen bis oberhalb Bonns zieht, enthält das Mittelrheingebiet im Südwesten des zentralen, auffällig breiten Mittelrheinischen Beckens u. a. auch das Tal der Mosel von Moselkern bis zur Mündung am Deutschen Eck in Koblenz und das Tal der Ahr ab Bad Neuenahr-Ahrweiler. Ferner gehören die das Rheintal begleitenden hochgelegenen Flussterrassen und diverse Höhenzüge an den Rheinufern, u. a. das Siebengebirge, dazu.

## Lage relativ zu den anderen Haupteinheitengruppen
Das Mittelrheingebiet zieht sich als typische Talsenke länglich von Südosten nach Nordwesten. In seinem Zentrum stoßen im Moseltal von links und im Gießen-Koblenzer Lahntal von rechts zwei weitere Talsenken, die die Mittelgebirge auf beiden Rheinseiten voneinander trennen, transversal auf die Senke. Rheinaufwärts nach Südosten weitet sich das Tal zum Oberrheingraben und dem sich östlich anschließenden Rhein-Main-Tiefland hin, rheinabwärts nach Nordwesten zur Niederrheinischen (Kölner) Bucht.
Am Mittelrheingebiet stehen sich südlich von Mosel und Lahn Hunsrück (linksrheinisch) und Taunus (rechts), weiter nördlich Osteifel (links) und Westerwald gegenüber. Im äußersten Nordosten grenzt die Landschaft an das Süderbergland, das in etwa durch das (noch hinzugerechnete) Tal der Sieg vom Westerwald getrennt wird.

## Naturräumliche Gliederung
Das Mittelrheingebiet gliedert sich wie folgt (Kennziffern der unmittelbaren Rheintalabschnitte in Fettdruck):
- 29 Mittelrheingebiet
  - 290 Oberes Mittelrheintal
    - 290.0 Binger Pforte
    - 290.1 Bacharacher Tal
    - 290.2 St. Goarer Tal
    - 290.3 Bopparder Schlingen
    - 290.4 Lahnsteiner Pforte

  - 291 Mittelrheinisches Becken
    - 291.0 Neuwieder Rheintalweitung (Rheintal)
    - 291.1 Neuwieder Beckenrand (rechtsrheinisch)
      - 291.10 Hüllenberger Randterrasse
      - 291.11 Wollendorf-Gladbacher Beckenhang
      - 291.12 Ehrenbreitsteiner Randterrasse

    - 291.2 Maifeld-Pellenzer Hügelland (linksrheinisch)
      - 291.20 Andernach-Koblenzer Terrassenhügel (linksrheinisch)
      - 291.20(0) Andernach-Koblenzer Terrassenhügel im engeren Sinne (links von Rhein und Mosel)
        - 291.201 Koblenzer Moseltal
        - 291.202 Karthause (rechts der Mosel und links des Rheins)

      - 291.21 Karmelenberghöhe (deutlich linksrheinisch)
      - 291.22 Pellenz (deutlich linksrheinisch)
        - 291.220 Pellenzvulkane
        - 291.221 Pellenzsenke
        - 291.222 Pellenzhöhe

      - 291.23 Niedermaifeld (linksrheinisch)
        - 291.230 Niedermaifelder Senke
        - 291.231 Niedermaifelder Terrasse
        - 291.232 Niedermaifelder Höhe

      - 291.24 Obermaifeld (Westen)
      - 291.25 Mayener Kessel (Westen)

    - 291.3 Unteres Moseltal (linksrheinisch)
      - 291.30 Dieblicherberg-Terrasse (rechts der Mosel)
      - 291.3(1) Unteres Moseltal im engeren Sinne (Mosel von Moselkern bis Lay)

  - 292 Unteres Mittelrheingebiet
    - 292.0 Laacher Vulkane (linksrheinisch)
      - 292.00 Laacher Kuppenland
      - 292.01 Ettringer Vulkankuppen

    - 292.1 Mittelrheinische Bucht (nach Blatt Koblenz)
      - 292.10 Unteres Mittelrheintal (Rheintal)
        - 292.100 Andernacher Pforte
        - 292.101 Linz-Hönninger Talweitung
        - 292.102 Honnefer Talweitung

      - 292.11 Rhein-Ahr-Terrassen (linksrheinisch)
        - 292.110 Brohl-Sinziger Terrassenflur
        - 292.111 Ahrmündungstal
        - 292.112 Grafschafter Lösshügelland
        - 292.113 Oberwinterer Terrassen- und Hügelland
        - 292.114 Kottenforstterrasse

      - 292.12 Linzer Terrasse (rechtsrheinisch)

    - 292.2 Siebengebirge (rechtsrheinisch)
    - 292.3 Pleiser Hügelland (Pleiser Ländchen, deutlich rechtsrheinisch)

Das Obere Mittelrheintal ist dabei als mit dem Oberen Mittelrheingebiet und das Mittelrheinische Becken als mit dem Mittleren Mittelrheingebiet identisch aufzufassen.

## Allgemeine Quellen
- Bundesamt für Naturschutz
  - Kartendienste
  - Landschaftssteckbriefe
    - Oberes Mittelrheintal
    - Mittelrheinisches Becken
      - Neuwieder Rheintalweitung
      - Neuwieder Beckenrand und Maifeld-Pellenzer Hügelland
      - Unteres Moseltal

    - Unteres Mittelrheingebiet
      - Laach-Ettringer Kuppenland
      - Unteres Mittelrheintal
      - Rhein-Ahr-Terrassen und Linzer Terrasse
      - Siebengebirge und Pleiser Hügelland
      - Ahrmündungstal (zusammen mit dem Ahrtal oberhalb)